# Turmes

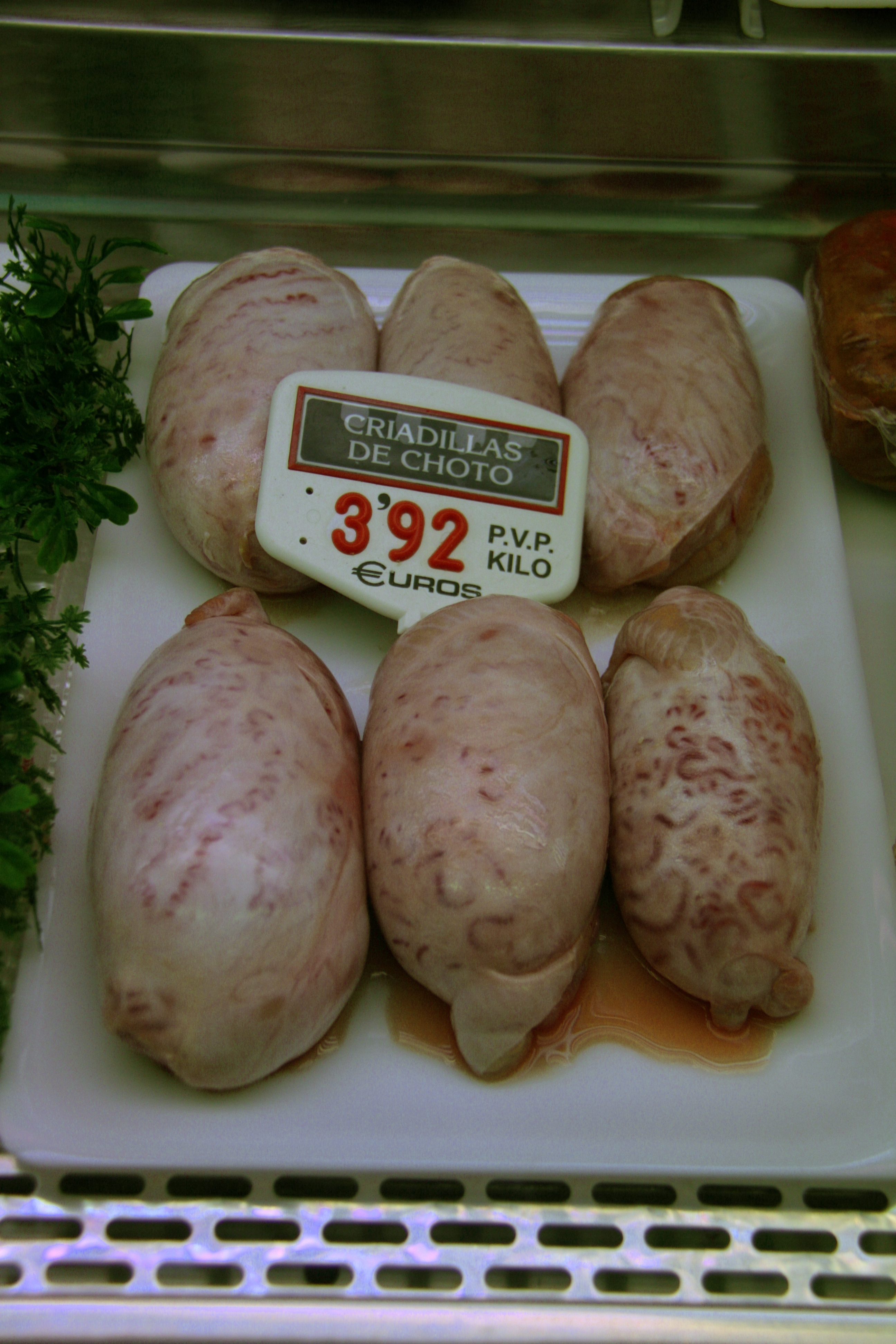
Turmes de boc

Les turmes són en gastronomia els testicles dels animals. El mot turma també designa en general anatòmicament el testicle d'animal.

## Cocció
Els testicles són cuinats de diverses maneres: saltats amb salsa, sofregits, fregits amb farina o mantega, en pastissos, escalfats o rostits. Abans de cuinar, són generalment escaldats, escorxats, i remullats en aigua freda.

## Noms

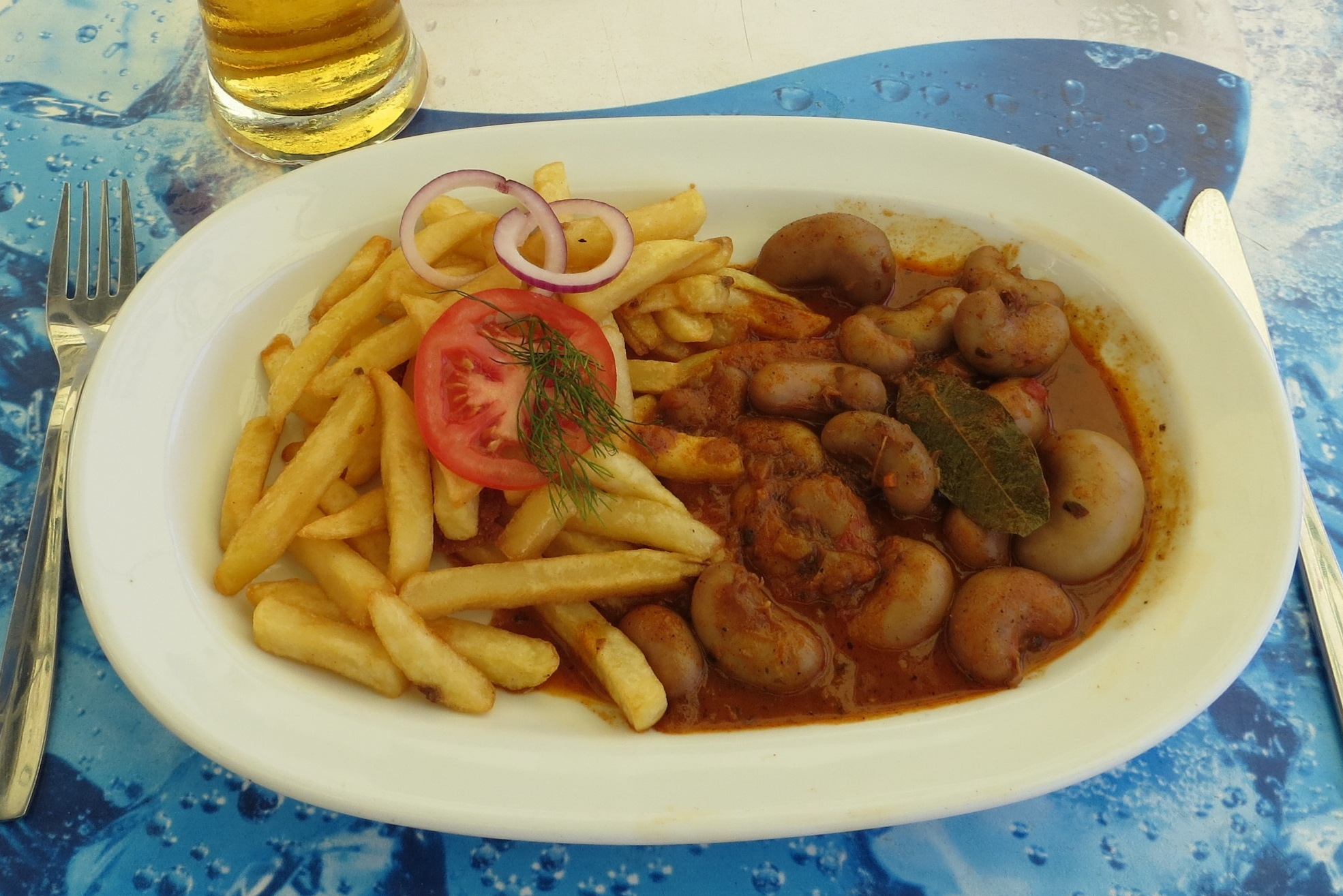
Estofat de turmes de gall (kakashere pörkölt) a Hongria

Els testicles com a menjar són coneguts al món per diversos noms i eufemismes. En anglès se'ls denomina, de forma eufemística, pedres ("stones"), ostres de muntanya ("mountain oysters" o "Rocky mountain oysters"), ostres del prat ("prairie oysters") o patates fregides d'anyell ("lamb fries"). En francès s'anomenen "animelles", o també "rognons blancs". I en castellà se'ls anomena "criadillas", o "huevos de toro" a Llatinoamèrica.